# Ductilité

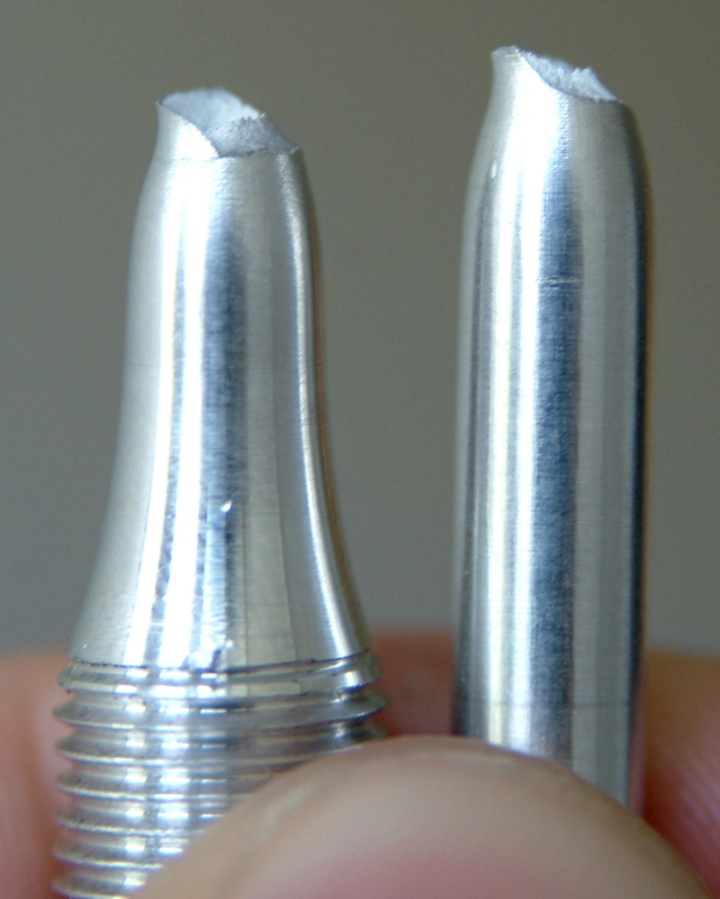
Essai de traction sur un alliage d'aluminium avec rupture de type ductile

La ductilité est la capacité d'un matériau à se déformer plastiquement sans se rompre. La rupture se fait lorsqu'un défaut (fissure ou cavité) devient critique et se propage. Un matériau qui présente une grande déformation plastique à rupture est dit ductile, sinon il est dit fragile. C'est une propriété dite « purement géométrique » : elle ne caractérise qu'un allongement à la rupture (sans unité, ou l'allongement en mètre si la longueur pour l'essai de ductilité est normalisée), indépendamment de l'énergie ou de la contrainte nécessaire à cette rupture,,.
L'origine de la ductilité d'un métal est la mise en mouvement des dislocations dont il est le siège. Cependant, cette mise en mouvement génère d'autres dislocations, qui se gênent mutuellement ce qui durcit le matériau mais néanmoins le rend plus fragile : c'est le phénomène d'écrouissage.  
La ductilité est une propriété conditionnée par la malléabilité. « La malléabilité est le premier indice de la ductilité ; mais elle ne nous donne néanmoins qu'une notion assez imparfaite du point auquel la ductilité peut s'étendre. » — Buffon.
La ductilité désigne surtout la capacité d'une matière à résister à l'étirement. Par exemple, l'or est le matériau le plus ductile car le fil que l'on obtient par son étirement extrême, sans rupture, est le plus fin de tous les fils que l’on obtient pour l'ensemble des matériaux connus. Autre exemple, le plomb, en raison de sa ductilité, a été utilisé pour fabriquer des conduites d'eau potable résistant au gel (usage interdit depuis 1995 en raison de sa toxicité).

## Ductilité en géologie
On parle de roche ductile lorsque cette dernière peut être déformée sans « cassure ». Par exemple, certains types de roches à l'origine d'un pli sont ductiles (souples, rubanées) tandis que d'autres roches inscrites dans le même pli sont cassantes, en boudin (boudinées). 

## Mesures
Deux principales mesures sont effectuées :
- les essais de traction mesurant l'allongement à la rupture et la striction (réduction du diamètre de l'éprouvette au niveau où elle se rompt) ;

Un matériau est ductile si :
- son allongement et sa striction à la rupture sont importants ;

Inversement, un matériau est fragile si :
- son allongement et sa striction à la rupture sont faibles ;

L'or est l'un des matériaux les plus ductiles connus, pouvant être étiré jusqu'à produire un filament monoatomique.
Par abus, on considère aussi que l'essai mouton de Charpy mesurant l'énergie dépensée pour casser une éprouvette est une mesure de ductilité/fragilité. Selon G. Charpy : « Les  essais  sur  des  éprouvettes  entaillées  ne  sont  pas des essais de rupture fragile. C’est uniquement un essai qui  permet  de  classer  des  métaux  avec  forte  ou  faible résilience. »
Selon cet essai, on a tendance à considérer que :
Un matériau est ductile si :
- l'énergie dépensée pour le casser est importante.

Inversement, un matériau est fragile si :
- l'énergie dépensée pour le casser est faible.

Faire le lien entre ténacité, ductilité et résilience n'est pas si simple et nécessite de prendre en compte un grand nombre de paramètres expérimentaux,.

## Conditions
La ductilité dépend de la température, de la pression et de la vitesse de déformation :
- quand la température augmente, le seuil de plasticité diminue ;
- quand la pression augmente, le seuil de rupture augmente ;
- quand la vitesse de déformation augmente, le seuil de rupture diminue.

En effet, les mécanismes impliqués lors des essais dépendent de ces paramètres :
- la mobilité des dislocations ;
- la restauration et la recristallisation dynamique ;
- la diffusion et le fluage.

## Particularités
Pour les matériaux cristallins, la ductilité intrinsèque (c'est-à-dire liée au matériau et non pas aux conditions de déformation) est déterminée par :
- le nombre de systèmes de glissement disponibles : en effet, la déformation plastique se fait par glissement de plans cristallographiques denses selon des directions denses, certaines structures en possèdent plus que d'autres ; cela explique la ductilité des cristaux ayant une symétrie cubique à faces centrées (cfc) comme l'or, le plomb ou l'aluminium ; par ailleurs, dans le cas des alliages ordonnés (oxydes, intermétalliques, etc.), certains modes de déformation sont bloqués (nécessité de respecter l'alternance chimique à tout moment) ;
- la pureté : les atomes étrangers (interstitiels ou en substitution) viennent épingler les dislocations et gênent leur mouvement ;
- l'unicité de la phase : s'il y a des précipités, on a un durcissement structural (les précipités bloquent les dislocations) ;
- la taille des cristallites : les joints de grains bloquent les dislocations, plus les cristallites sont petits, plus il y a de joints de grain (cf. loi de Hall-Petch, la limite d'élasticité est proportionnelle à l'inverse de la racine carrée du diamètre moyen des cristallites).

Les céramiques sont en général peu ductiles à température ambiante car les dislocations y sont peu mobiles (en dessous de typiquement 0,7 fois leur température de fusion) de par les trop grandes énergies de liaisons interatomiques. Les mécanismes de plasticité des céramiques sont généralement dus à des processus de diffusion, qui ne permettent pas d'écrouissage, et qui ne permettent que peu de déformation plastique. Néanmoins, certaines céramiques, à grains fins, par des mécanismes de glissement aux joints de grain, sont capables de superplasticité (>100% de déformation).
Le verre, archétype du matériau fragile, peut être très ductile, au-dessus de sa température de transition vitreuse. Ainsi, une fibre optique de plusieurs centaines de kilomètres peut être produite en étirant un barreau de l'ordre de 1 à 2 mètres de long (dépassant ainsi des millions de % de déformation).